# تلسکوپ یابنده

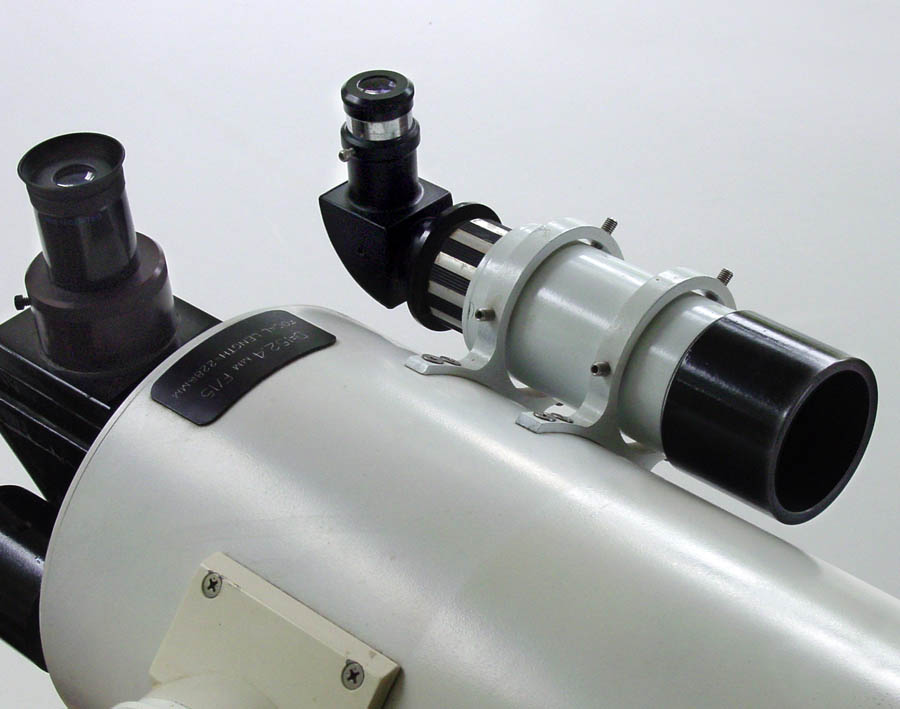
یک تلسکوپ یابنده با زاویه راست ۵۰ میلی‌متری که روی یک تلسکوپ ۱۵۰ میلی‌متری نصب شده‌است.

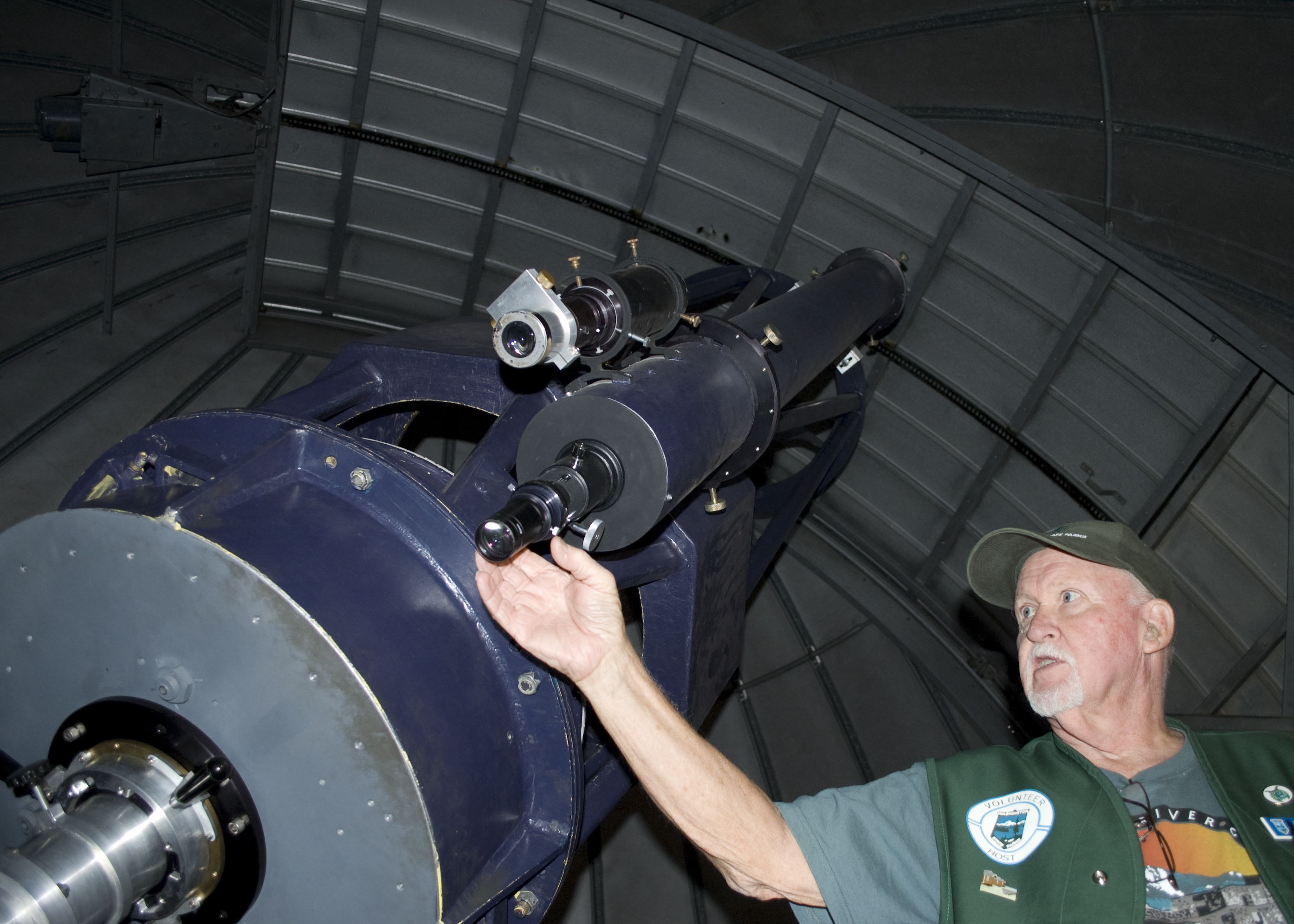
راهنمای گردشگری به دو تلسکوپ یابنده روی تلسکوپ ۲۴٫۵ اینچی کاسگرین در پارک ایالتی رصدخانه گلدندل اشاره می‌کند.

تلسکوپ یابنده (به انگلیسی: Finderscope) یک وسیله دید جانبی است که در نجوم و رصد ستارگان مورد استفاده قرار می‌گیرد . تلسکوپ یابنده معمولاً بزرگنمایی بسیار کمتری نسبت به تلسکوپ اصلی دارد، بنابراین میدان دید بزرگ‌تری را فراهم می‌کند که برای هدایت دستی تلسکوپ اصلی (معروف به چرخان) به یک جهت تقریباً درست سودمند است که می‌تواند به راحتی یک شی نجومی مورد نظر را در معرض دید قرار دهد. بزرگنمایی برخی از یابنده‌ها دارای شبکیه‌های پیچیده‌ای هستند تا تلسکوپ اصلی را با دقت بیشتری نشانه‌گیری کنند و/یا حتی اندازه‌گیری‌های استادیومتری را انجام دهند.
تلسکوپ‌های یابنده معمولاً با نامی به شکل A×B عرضه می‌شوند که در آن A بزرگنمایی و B دیافراگم عدسی شیئی یابنده به میلی‌متر است. به عنوان مثال، یک یابنده ۶×۳۰ به معنای یک یابنده با ۳۰ میلی‌متر عدی شیئی و بزرگنمایی ۶× است. این علامت در همان قالبی است که اکثر دوربین‌های دوچشمی استفاده می‌کنند.
یک یابنده ۶×۳۰ معمولاً حداقل اندازه مفید برای یک یابنده بزرگنمایی در تلسکوپ آماتوری در نظر گرفته می‌شود و یک یابنده ۸×۵۰ یا بزرگ‌تر برای هدف‌گیری دقیق‌تر ترجیح داده می‌شود.